# Kahramanmaraşspor
Kahramanmaraşspor Kulübü is een sportclub uit de Turkse stad Kahramanmaraş. De stad is op 6 februari 2023 getroffen door twee zware aardbevingen. De epicentra van beide aardbevingen lagen in de gelijknamige provincie Kahramanmaraş. De club heeft hierdoor het seizoen 2022-23 niet afgemaakt en heeft, samen met enkele andere clubs uit het getroffen gebied, besloten om niet deel te nemen aan het seizoen 2023-24. Het behoudt wel zijn recht om op een later moment weer deel te nemen aan dezelfde competitie. De twee stadions (12 Şubat Stadion en Hanefi Mahçiçek Stadion) staan beide op de nominatie om gesloopt te worden.

Kahramanmaraş ligt in de Middellandse Zeeregio.

## Geschiedenis
Mehmet Özdilek is een prominente naam in het Turkse voetbal. Hij werd met Kahramanmaraşspor beroemd als Şifo Mehmet. Na de promotie tot de Süper Lig in 1987/88 ging hij naar Beşiktaş JK waar hij meteen geselecteerd werd voor het Turkse nationale elftal. De Braziliaanse Paulino Miranda heeft tijdens de Süper Lig gespeeld en is daarna voor lange tijd in Turkije gebleven. Hij bracht later topspeler Alex de Souza naar Fenerbahçe SK. Ook de voormalige speler van Fenerbahçe SK Kemalettin Şentürk heeft bij Kahramanmaraşspor gespeeld.
Kahramanmaraşspor heeft zijn rode en witte clubkleuren aan de rode peper en de Maraş ijs ontleend, waarmee de stad Kahramanmaraş wereldwijd bekend is.

## Gespeelde Divisies
- Süper Lig: 1988-1989
- 1. Lig: 1984-1988, 1989-1993, 1994-1996, 2013-2014
- 2. Lig: 1993-1994, 1996-2008, 2009-2010, 2012-2013, 2014-
- 3. Lig: 2008-2009, 2010-2012
- Amateur divisies: 1969-1984

## Erelijst
- 1. Lig:

Kampioen: 1987-1988
- 2. Lig

Kampioen: 2012-2013

## Bekende (-ex)spelers
- Ozan İpek
- Mehmet Özdilek
- Paulino Miranda
- Kemalettin Şentürk
- Abdullah Avcı